# پس‌لرزه (فیلم ۲۰۱۲)
پس‌لرزه (انگلیسی: Aftershock) فیلمی محصول آمریکا-شیلی در ژانر فاجعه و ترسناک به کارگردانی نیکلاس لوپس، با بازی الی راث است که در سال ۲۰۱۲ منتشر شد. لوپس، راث و گیرمو آمئودو فیلمنامه را بر اساس داستانی از لوپس و راث به نگارش درآورده‌اند.
این فیلم بر پایهٔ رویدادهای واقعی در جریان زمین‌لرزه ۲۰۱۰ شیلی ساخته شده‌است. این ایده از گفتگو لوپس و راث حاصل شد که در آن لوپز وحشت نه تنها زلزله، بلکه هرج‌ومرج و فروپاشی اجتماعی را در ساعات بعد از زلزله توصیف کرده‌بود. فیلم در شیلی، در بسیاری از مکان‌های تخریب شده فیلمبرداری شد.

## داستان
سه مسافر به نام‌های گرینگو، آریل و پولو به شیلی سفر می‌کنند. آنها در یک باشگاه با سه زن جوان به نام‌های مونیکا و کایلی که مجارستانی هستند و ایرینا که اهل روسیه است، آشنا می‌شوند و تصمیم می‌گیرند با هم به والپارایسو سفر کنند. آنها در باشگاه دیگری در والپارایسو در یک مهمانی شرکت می‌کنند که زمین لرزه رخ می‌دهد و گروه سعی می‌کند از آوار نجات پیدا کنند.

## بازیگران
- الی راث در نقش گرینگو
- آندره‌آ اوشوارت در نقش مونیکا
- آریل لوی در نقش آریل
- ناتاشا یاراونکو در نقش ایرینا
- نیکلاس مارتینز در نقش پولو
- لورنزا ایزو در نقش کایلی
- مارسیال تگل در نقش آتش‌نشان
- رامون لائو در نقش رامون
- ایگناسیا آلاماند در نقش راهنما
- پاز باسکونیان در نقش زن باردار
- ماتیاس لوپز در نقش ماریتو
- پاتریسیو استراهوفسکی در نقش کشیش
- آلوارو لوپز در نقش عیسی
- دایانا آمیگو در نقش متصدی بار
- ادواردو دومینگز در نقش راسل
- گابریلا هرناندز در نقش نظافتچی
- ادگاردو برونا در نقش اپراتور
- سلنا گومز در نقش دختر وی‌آی‌پی